# Portland Harbour
 For alternative betydninger, se Portland. (Se også artikler, som begynder med Portland)
Portland Harbour er en havn ved Isle of Portland i Dorset på Englands sydkyst. Det er en af de største menneskeanlagte havn i verden. Havnen er naturligt beskyttet af Portland mod syd, Chesil Beach mod vest og det landfaste Dorset mod nord. Havnen har fire moler - to sydlige og to nordlige - der har en samlet længde på 4,57 kilometre og omfatter et areal på 520 hektar. 
De oprindelige sydlige moler blev anlagt mellem 1849-72. Indtil 1995 var Portland Harbour en flådebase benyttet af Royal Navy. 
Portland Harbour var i perioden 1997 til 2006 hjemsted for Storbritanniens eneste fængselsskib HMP Weare. 